# Emma Corrin
Emma-Louise Corrin (Royal Tunbridge Wells, 13 dicembre 1995) è un'attrice britannica.
Si rivela al grande pubblico interpretando Lady Diana nella quarta stagione della serie televisiva The Crown, grazie alla quale vince un Golden Globe, un Critics' Choice Television Awards e uno Screen Actors Guild Award.

## Biografia
Emma Corrin nasce a Royal Tunbridge Wells, nel Regno Unito. Suo padre, Chris Corrin, è un uomo d'affari e sua madre, Juliette Corrin, è una logopedista sudafricana. Ha vissuto con la famiglia presso Sevenoaks, nel Kent, ma ha trascorso molto tempo a Knysna, in Sudafrica.
Frequenta la scuola cattolica di Woldingham nel Surrey, un collegio femminile dove sviluppa il suo interesse per la recitazione e la danza e dove si fa notare in uno spettacolo scolastico nel 2012. Durante il suo anno sabbatico segue un corso su Shakespeare presso la London Academy of Music and Dramatic Art, per poi proporsi come insegnante in una scuola a Knysna. Studia anche recitazione all'Università di Bristol, ma lascia presto l'ateneo ritenendolo troppo teorico. Inizia così a studiare pedagogia, inglese, arte drammatica e arte al St John's College di Cambridge.

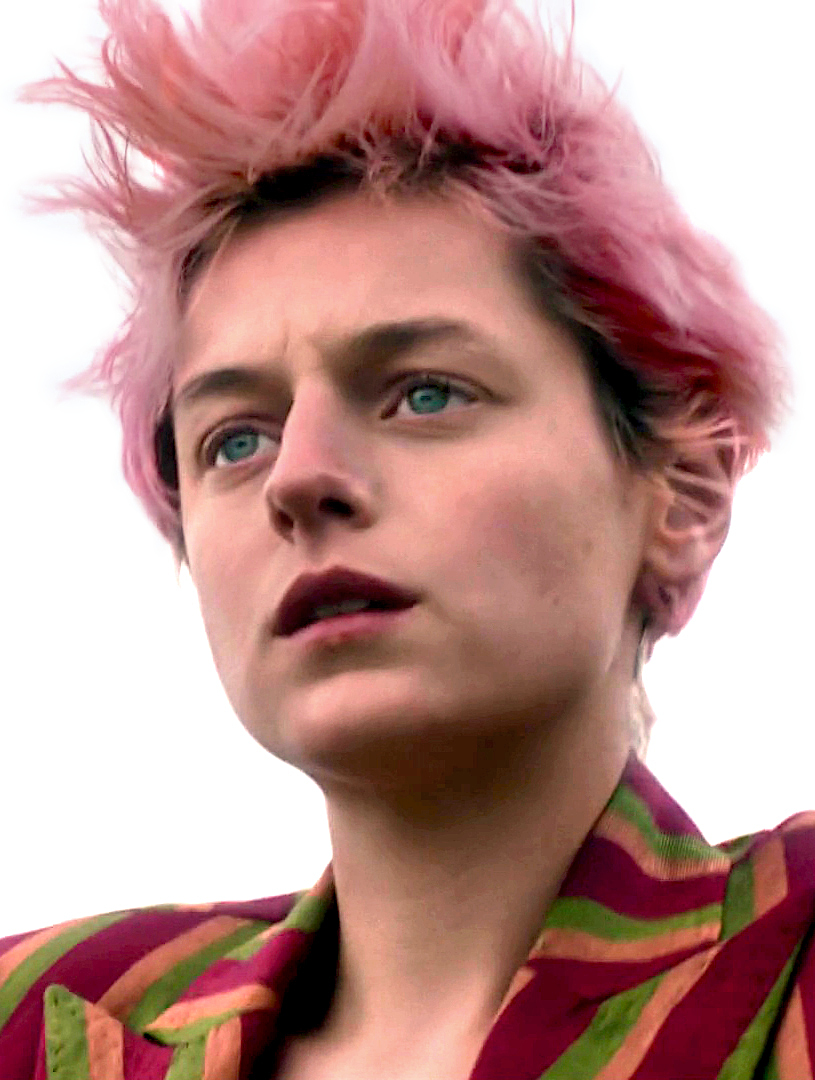
Emma Corrin nel 2022

Al college lavora parallelamente presso il teatro studentesco fino al 2018, recitando in ruoli principali e secondari in vari spettacoli del Cambridge University Amateur Dramatic Club (CUADC), della Marlowe Society e della Corpus Playroom. Recita in commedie di William Shakespeare (Coriolano, Pene d'amor perdute), Federico García Lorca (La casa di Bernarda Alba), P. G. Wodehouse e Brian Friel; ma interpreta anche soggetti contemporanei come Jez Butterworth e Daisy Johnson. Nel 2016 Emma Corrin interpreta Giulietta in Romeo e Giulietta in una produzione del teatro amatoriale Pembroke Players durante una tournée in Giappone.
Tra i suoi primi ruoli figurano il mediometraggio Cesare (2017), il cortometraggio Alex's Dream (2018) e un episodio della quarta stagione della serie televisiva di genere crime Grantchester (2019).  Nel 2019 è inoltre in quattro episodi della serie Pennyworth (2019), prequel del franchise di Batman che vede come protagonista il suo maggiordomo Alfred (Jack Bannon) negli anni della gioventù, quando viveva ancora nel Regno Unito. Corrin vi interpreta Esme Winikus, una ballerina di cui il giovane Alfred Pennyworth s'innamora, ma che viene uccisa dall'ex comandante di Alfred, John Curzon (Charlie Woodward).
All'inizio del 2020, interpreta Jillian Jessup, Miss Sud Africa, nel film Il concorso, al fianco di Keira Knightley, per poi apparire in un cortometraggio per Miu Miu insieme a diversi volti noti, tra i quali Kim Basinger. Acquista notorietà nel grande pubblico internazionale, grazie all'interpretazione di Lady Diana Spencer nella quarta stagione della pluripremiata serie televisiva di Netflix The Crown (2020), personaggio in seguito interpretato da Elizabeth Debicki, nella quinta e sesta stagione. Per la stessa interpretazione riceve anche il plauso della critica. Emma Corrin ottiene il ruolo di Diana Spencer grazie a un'audizione per il ruolo di Camilla Shand. Quando le viene affidato il ruolo, allena la dizione, l'accento, i movimenti e i gesti, oltre a studiare la psicologia del personaggio, così da essere in grado di interpretarla al meglio. Grazie a questo ruolo si aggiudica un Golden Globe e un Critics' Choice Awards come miglior attrice in una serie drammatica.
Nel 2021 è a teatro recitando nel dramma Anna X in scena all'Harold Pinter Theatre di Londra, interpretazione per la quale riceve una candidatura al Laurence Olivier Award quale miglior attrice. Nel 2022 interpreta Lady Chatterley nel film L'amante di Lady Chatterley, nuovo adattamento dell'omonimo romanzo di David Herbert Lawrence. Recita poi al fianco di Harry Styles nel film My Policeman e torna a calcare le scene londinesi in una riduzione teatrale dell'Orlando di Virginia Woolf. Nel 2023 è protagonista della miniserie televisiva, ideata e diretta da Brit Marling e Zal Batmanglij, A Murder at the End of the World, in cui vi interpreta Darby Hart, una giovane appassionata di true crime e detective amatoriale che cerca di svelare da sola crimini che la polizia ha archiviato come irrisolti. Nel 2024 ottiene la parte della villain Cassandra Nova nel trentaquattresimo film del Marvel Cinematic Universe Deadpool & Wolverine. Sempre nello stesso anno, è protagonista, nei panni di Anna Harding, del film diretto da Robert Eggers Nosferatu, che vede nei panni del Conte Orlok l'attore svedese Bill Skarsgård e in quelli del Professor Albin Eberhart Von Franz l'attore statunitense Willem Dafoe. Il film è il secondo remake del classico horror cult diretto da Friedrich Wilhelm Murnau, Nosferatu il vampiro (Nosferatu, eine Symphonie des Grauens, 1922), dopo quello di Werner Herzog del 1979, interpretato da Klaus Kinski nei panni del celebre vampiro, Nosferatu, il principe della notte (Nosferatu: Phantom der Nacht).

## Vita privata
Nel luglio 2021 Emma Corrin si dichiara queer e aggiunge she/they (lett. "lei/loro") come pronomi di genere sul suo account Instagram. In seguito, nel giugno del 2022, corregge i pronomi in they/them (lett. "loro") e discute della sua identità non binaria in un'intervista con il New York Times.

## Filmografia

### Cinema
- Cesare, regia di Louis Rogers (2017)
- Alex's Dream, regia di Jack Cooper Stimpson - cortometraggio (2018)
- Il concorso (Misbehaviour), regia di Philippa Lowthorpe (2020)
- Anna X, regia di Daniel Raggett (2021)
- L'amante di Lady Chatterley (Lady Chatterley's Lover), regia di Laure de Clermont-Tonnerre (2022)
- My Policeman, regia di Michael Grandage (2022)
- Dopo Oliver (Good Grief), regia di Dan Levy (2023)
- Deadpool & Wolverine, regia di Shawn Levy (2024) – Cassandra Nova
- Hermit, regia di Daniel Raggett - cortometraggio (2024)
- Nosferatu, regia di Robert Eggers (2024)

### Televisione
- Grantchester – serie TV, episodio 4x04 (2019)
- Pennyworth – serie TV, 4 episodi (2019)
- The Crown – serie TV, 8 episodi (2020) - Diana Spencer
- Ten Percent – serie TV, episodio 1x04 (2022)
- A Murder at the End of the World, regia di Brit Marling e Zal Batmanglij – miniserie TV, 7 puntate (2023)
- Black Mirror - serie TV, episodio 7x03 (2025)

## Teatro
- Anna X, regia di Daniel Raggett, Harold Pinter Theatre, Londra (2021)
- Orlando, regia di Michael Grandage, Garrick Theatre, Londra (2022)
- Il gabbiano, regia di Thomas Ostermeier. Barbican Centre di Londra (2025)

## Riconoscimenti (parziale)
- Golden Globe[6]
  - 2021 – Miglior attrice protagonista in una serie drammatica per The Crown
- Critics' Choice Awards[7]
  - 2021 – Miglior attrice in una serie drammatica per The Crown
- Premio Emmy
  - 2021 – Candidatura alla miglior attrice protagonista in una serie drammatica per The Crown
- Premio Laurence Olivier
  - 2022 – Candidatura alla miglior attrice per Anna X
- Satellite Award[14]
  - 2021 – Candidatura per la miglior attrice non protagonista in una serie, mini-serie o film per la televisione per The Crown
- Screen Actors Guild Award
  - 2021 – Candidatura per la miglior attrice in una serie drammatica per The Crown[15]
  - 2021 – Miglior cast in una serie drammatica per The Crown[16]

## Doppiatrici italiane
Nelle versioni in italiano delle opere in cui ha recitato, Emma Corrin è doppiata da:
- Martina Felli ne L'amante di Lady Chatterley, Black Mirror
- Valentina Framarin in The Crown
- Letizia Ciampa in Pennyworth
- Eva Padoan ne Il concorso
- Margherita De Risi in My Policeman
- Rossa Caputo in A Murder at the End of the World
- Isabella Benassi in Deadpool & Wolverine
- Lucrezia Marricchi in Nosferatu